# Miia Rannikmäe

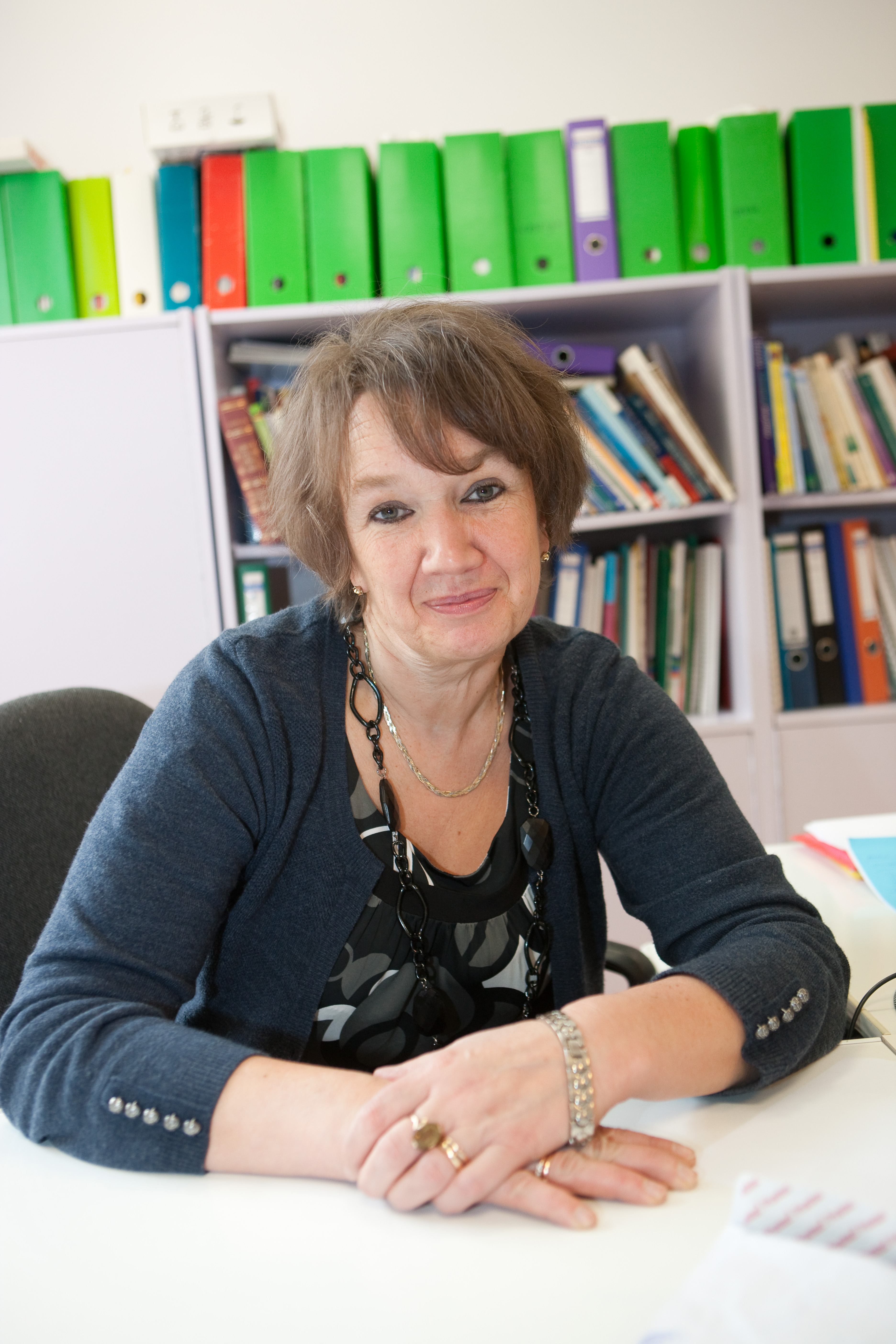
Miia Rannikmäe (2009)

Miia Rannikmäe, geborene Miia Tammeorg, (russisch Миия Ранникмяе, Geburtsname russisch Миия Таммеорг; * 4. Oktober 1951 in Tartu) ist eine sowjetisch-estnische Chemikerin, Chemiedidaktikerin und Hochschullehrerin.

## Leben und Wirken
Rannikmäe studierte Chemie auf Lehramt nach dem Schulabschluss 1970 an der Universität Tartu in der Fakultät für Chemie mit Abschluss 1975. Es folgte die Aspirantur in der Fakultät für Physik und Chemie (bis 1977). Sie arbeitete darauf als Lehrerin an Schulen. Im Jahr 1980 kehrte Rannikmäe zu einem Aufbaustudium an die Universität Tartu zurück, wurde 1981 Assistentin, 1982 leitende Mitarbeiterin des Hochschulpädagogiklaboratoriums und schließlich Mitarbeiterin der Pädagogik-Abteilung der Philosophischen Fakultät. In ihrer 1996 an der Universität Tartu mit Erfolg verteidigten Magister-Arbeit analysierte sie phänomenographisch das studentische Konzept der chemischen Reaktion.
Von 1996 bis 2001 wurde Rannikmäe Mitarbeiterin für Naturwissenschaftsdidaktik des Instituts für Molekular- und Zellbiologie. 2001 wurde Rannikmäe von der Universität Tartu nach Verteidigung ihre Dissertation über wissenschaftliche und technische Kompetenz im naturwissenschaftlichen Unterricht zur Doktorin der naturkundlichen Wissenschaften promoviert, worauf sie wieder an der Universität Tartu arbeitete. 2003 war sie Gastwissenschaftlerin an der University of Iowa und von 2003 bis 2007 war sie leitende Forscherin. 2008 wurde sie zur Professorin ernannt. Ihre Schwerpunkte sind Kognitives Lernen und Scientific Literacy. Sie leitet das Science Education Centre an der Universität Tartu.

## Schriften (Auswahl)
- mit Jack Holbrook, Regina Soobard: Social Constructivism—Jerome Bruner. In: Science Education in Theory and Practice: An Introductory Guide to Learning Theory. Springer International Publishing, Cham 2020, ISBN 978-3-03043620-9, S. 259–275, doi:10.1007/978-3-030-43620-9_18.
- mit Katrin Vaino, Jack Holbrook: Stimulating students' intrinsic motivation for learning chemistry through the use of context-based learning modules. In: Chemistry Education Research and Practice. Band 13, Nr. 4, 9. Oktober 2012, ISSN 1756-1108, S. 410–419, doi:10.1039/C2RP20045G.
- mit Jack Holbrook: The Nature of Science Education for Enhancing Scientific Literacy. In: International Journal of Science Education. Band 29, Nr. 11, 3. September 2007, ISSN 0950-0693, S. 1347–1362, doi:10.1080/09500690601007549.